# Кан, Альберт
Альбе́рт Кан (англ. Albert Kahn; 21 марта 1869, Раунен, Великое герцогство Ольденбург — 8 декабря 1942, Детройт, Мичиган, США) — американский индустриальный архитектор. Его часто называют архитектором Детройта.

## Биография
Альберт Кан родился 21 марта 1869 года в Великом герцогстве Ольденбург в еврейской семье. Он был старшим сыном раввина в городе Раунене. Дядя и тёзка журналиста и издателя Альберта Юджина Кана.
Иммигрировал с родителями в США в 1880 году.
Учился архитектуре в фирме Mason and Rice в Детройте. В 1891 году был награждён стипендией для поездки в Европу. Там он встретился с молодым архитектором Хенри Беконом (Henry Bacon), и они вместе посетили Италию, Францию, Германию и Бельгию. В 1896 году Кан основал фирму вместе с Джорджем Неттлтоном (George W. Nettleton) и Александром Троубриджем (Alexander B. Trowbridge). С 1902 года он руководил фирмой один.
Находясь в Детройте, центре американской автомобильной промышленности, Кан связал с нею свою карьеру.
В 1919 году спроектировал штаб-квартиру корпорации General Motors.

### Работа в СССР
В 1928 году был приглашён в СССР для участия в индустриализации. Альберт Кан приехал в Москву с 25 инженерами и в течение двух лет подготовил более 4000 специалистов, между 1929 и 1932 годами спроектировал и организовал строительство 521 объектов (по другим данным — 571 объект). Это в первую очередь Сталинградский, Челябинский и Харьковский тракторные заводы; Московский и Горьковский автомобильные заводы; кузнечные цеха в Челябинске, Днепропетровске, Харькове, Коломне, Люберцах, Магнитогорске, Нижнем Тагиле, Сталинграде; станкостроительные заводы в Калуге, Новосибирске, Верхней Салде; прокатный стан в Москве; литейные заводы в Челябинске, Днепропетровске, Харькове, Коломне, Люберцах, Магнитогорске, Сормово, Сталинграде; механические цеха в Челябинске, Люберцах, Подольске, Сталинграде, Свердловске; сталелитейные цеха и прокатные станы в Каменском, Коломне, Кузнецке, Магнитогорске, Нижнем Тагиле, Верхнем Тагиле, Сормово; подшипниковый завод в Москве, Волховский алюминиевый завод; Уральскую асбестовую фабрику и многие другие.

## Проекты
- Апартаменты по ул. 2900 Восток Джефферсон-авеню, Детройт, 1915
- Производственный центр Рассел, 1916
- Здание Новостей Детройта, 1917
- Штаб-квартира компании Ford Motor Company, в Нью-Йорке, 1917

### Участие в проектировании производств
- Сталинградский тракторный завод

|                         |                        |                                |
| Здание полиции Детройта | Консерватория Белл-Айл | Синагога Бейт Эль (ныне театр) |